# Jatrofon
Jatrofon – organiczny związek chemiczny z grupy terpenów. Jest przedstawicielem makrocyklicznych diterpenoidów, o szkielecie jatrofanu. Wyodrębniony został z Jatropha gossypiifolia. W eksperymentach na zwierzętach wykazuje aktywność przeciw nowotworom wywoływanym przez wirusy. 2-Hydroksyjatrofon wydobywany z korzeni tej samej rośliny ma również silne właściwości przeciwnowotworowe.